# معاوية (اسم)
أصل اسم معاوية عربي ويعني جرو الثعلب أو الكلب، وهو اسم علم شخصي مذكر عربي، وله انتشار في العالم العربي، 
وهو أسم فاعل من عاوى. والعوي صوت ابن آوى.

## الشخصيات
- معاوية بن أبي سفيان: صحابي، أول خلفاء الدولة الأموية.
- معاوية بن حديج: صحابي شهد فتح مصر.
- معاوية بن يزيد: ثالث خلفاء بني أمية.
- معاوية ولد سيدي أحمد الطايع: رئيس جمهورية موريتانيا (1985-2005).
- معاوية بن هشام: أحد اولاد الخليفة العاشر للدولة الأموية هشام بن عبد الملك وهو والد عبد الرحمن الداخل مؤسس الدولة الأموية في الأندلس
- معاوية بن بكر بن هوازن جد عربي جاهلي تنتسب له أغلب قبائل هوازن.
- معاوية عبد المجيد: مترجم سوري.